# Ibero (Monarquia Lusitana)
Ibero filho de Tubal faz parte da lista de reis lendários mencionados por vários autores portugueses e espanhóis, entre o Séc. XVI e XVIII, por exemplo, Florián de Ocampo ou Bernardo de Brito.
Bernardo de Brito atribui-lhe um período exacto (2009 a.C.- 1970 a.C.), e tal como outros autores, associa-lhe o nome da Ibéria e do rio Ebro.
É descrito no Capítulo 4 da Monarchia Lusytana:
"De Ibero, filho de Tubal, e do tempo que reinou em Lusitania, e nas mais partes de Espanha".